# Domagoj Bošnjak
Domagoj Bošnjak (Mostar, 9. travnja 1995.) hrvatski je profesionalni košarkaš. S hrvatskom kadetskom košarkaškom reprezentacijom (do 16) osvojio je zlatnu medalju na Europskom prvenstvu 2011. u Češkoj.